# Presidentvalet i Syrien 2014
Presidentvalet i Syrien 2014 hölls 3 juni mitt under inbördeskriget. Valdeltagandet låg på 73,42% och segrare var den sittande presidenten Bashar al-Assad med 88,7% av rösterna. Utmanarna Hassan al-Nouri och Maher Hajjar fick 4,3% respektive 3,2%.